# Sand-Silberscharten-Standorte bei Quedlinburg
Sand-Silberscharten-Standorte bei Quedlinburg este o arie protejată (arie specială de conservare — SAC, sit de importanță comunitară — SCI) din Germania întinsă pe o suprafață de 12,88 ha, integral pe uscat.

## Localizare
Centrul sitului Sand-Silberscharten-Standorte bei Quedlinburg este situat la coordonatele 51°48′21″N 11°06′36″E / 51.8058°N 11.11°E.

## Înființare
Situl Sand-Silberscharten-Standorte bei Quedlinburg a fost declarat sit de importanță comunitară în octombrie 2000 pentru a proteja 1 specie de plante. Situl a fost protejat și ca arie specială de conservare în decembrie 2018.

## Biodiversitate
Situată în ecoregiunea atlantică, aria protejată conține 6 habitate naturale: Pajiști uscate europene, Pajiști calcaroase din nisipuri xerice, Pajiști uscate seminaturale și facies de acoperire cu tufișuri pe substraturi calcaroase (Festuco-Brometalia) (* situri importante pentru orhidee), Pajiști stepice subpanonice, Fânețe de joasă altitudine (Alopecurus pratensis, Sanguisorba officinalis), Roci stâncoase cu vegetație pionieră de Sedo-Scleranthion sau Sedo albi-Veronicion dillenii.
La baza desemnării sitului se află o specie protejată de  plante: Jurinea cyanoides
Pe lângă speciile protejate, pe teritoriul sitului au mai fost identificate 1 specie de plante, 3 specii de amfibieni, 1 specie de reptile.